# Sita Sings the Blues
Sita Sings the Blues är en amerikansk animerad film från 2008. Den skrevs, regisserades, producerades och animerades av animatören Nina Paley, med undantag av enstaka kampscener ("Battle of Lanka") animerade av Jake Friedman. Filmen producerades huvudsakligen med databaserad 2D-animering och Flash-animering. Den blandar händelser från Ramayana, presentation av den historiska bakgrunden av en trio skuggteaterfigurer, musikalinslag beledsagade av Annette Hanshaws sånger och scener ur animatörens eget liv. Den mytologiska händelseutvecklingen och den moderna intrigföljden är separata berättelser med ett antal paralleller.

## Handling

### Ramayana
Filmen använder sig av en nedbantad version av den indiska legenden. Den behåller många av originalets detaljer, samtidigt som den ser hela händelseutvecklingen ur Sitas perspektiv. Filmen är, med regissörens egna ord,
| ”            | En berättelse om sanning, rättvisa och en kvinnas rop på jämlik behandling. | „ |
| – Nina Paley |                                                                             |   |

Filmen hoppar in i den klassiska historien när prins Rama blir förvisad från sin fars hov, till förmån för faders favorithustru Kaikeyi. Genom att ha räddat kungens liv har Kaikeyi fått rätten att få en önskning – vilken som helst önskning – bli besannad. Kaikeyi försöker se till så hennes egen son ska få ärva tronen istället för den egentlige tronarvingen, kungens äldste son Rama, och att förvisa Rama är del i hennes plan. Sita, Ramas hustru, beslutar sig för att dela sin älskade makes öde och att trotsa de farliga skogarna som är fulla med demoner och onda andar. Demonernas kung Ravana får, eggad av sin ondsinta jättinna till syster, höra talas om Sitas skönhet och bestämmer sig för att kidnappa henne. För att neutralisera Rama skickar han ut en gyllene hind, som Rama jagar iväg efter genom skogen i föresatsen att kunna göra Sita imponerad. I Ramas frånvaro rövar Ravana bort Sita och kräver av henne att hon ska bli hans, mot hotet att få mista sitt liv. Sita vägrar dock att vika från sitt trohetslöfte mot honom. Ravana kräver ett positivt fram från henne inom en viss tid, och Sita väntar troget på att Rama ska komma och rädda henne.
Med hjälp av apornas prins Hanuman upptäcker Rama till slut var Sita befinner sig, och apornas armé hjälper till så att Sita kan räddas. Ravana dräps och Sita kan återförenas med sin make, vilken dock hyser vissa betänkligheter om hennes trohet mot honom under sin fängelsevistelse. För att bevisa sin oskuld underkastar hon sig ett eldprov; när hon kastar sig in i elden, ser gudarna till att rädda henne.
Sita beger sig tillsammans med Rama tillbaka till kungapalatset, och hon blir snart gravid. Rama är fortfarande inte helt övertygad om Sita trohet mot honom. Han får höra hur en av hans undersåtar pryglar och kastar ut sin otrogna kvinna (i det att han intygar att han inte är någon "Rama" som kan acceptera och förlåta otrohet). Därefter beordrar han sin motvillige bror Lakshman att överge Sita ute i skogen. Där ute föder hon sina söner och uppfostrar dem sedan att älska och lovorda sin frånvarande far. Långt senare får Rama höra deras hyllningssånger till sin far och tar reda på deras vistelseort. Sita är djupt besviken på Ramas envisa tvivel på hennes renhet och ber att hon ska få bli uppslukad av jorden, som ett sista bevis på sin renhet och hängivenhet. Hennes bön blir besannad, trots Ramas och Lakshmans vädjanden.

### Nutida parallellberättelse
Nina inleder filmen via ett avsnitt hämtat ur regissörens eget liv; hon lever då lycklig i en lägenhet i San Francisco med make och katt. Därefter accepterar han ett erbjudande om ett sexmånaders kontraktsarbete i Trivandrum i södra Indien, och han flyttar därefter dit på egen hand. Efter en månads tystnad hör han av sig, bara för att berätta att kontraktet har blivit förlängt med ett år. Nina är förbluffad över hans känslolösa attityd när han flyttade från henne, så hon hyr ut deras lägenhet, lämnar deras älskade katt bakom sig och åker för att förena sig med sin man. Han visar sig dock inte särskilt entusiastisk över att få återse henne, och han erbjuder henne vare sig ömhet eller något sexuellt intresse. Något senare flyger Nina till ett möte i New York, och väl där får hon ett mejl från sin make där han helt kort meddelar att deras relation är över. Ensam och nedstämd blir hon kvar i New York, där hon skaffar en ny katt som kan hålla henne sällskap och börjar studera Ramayana.

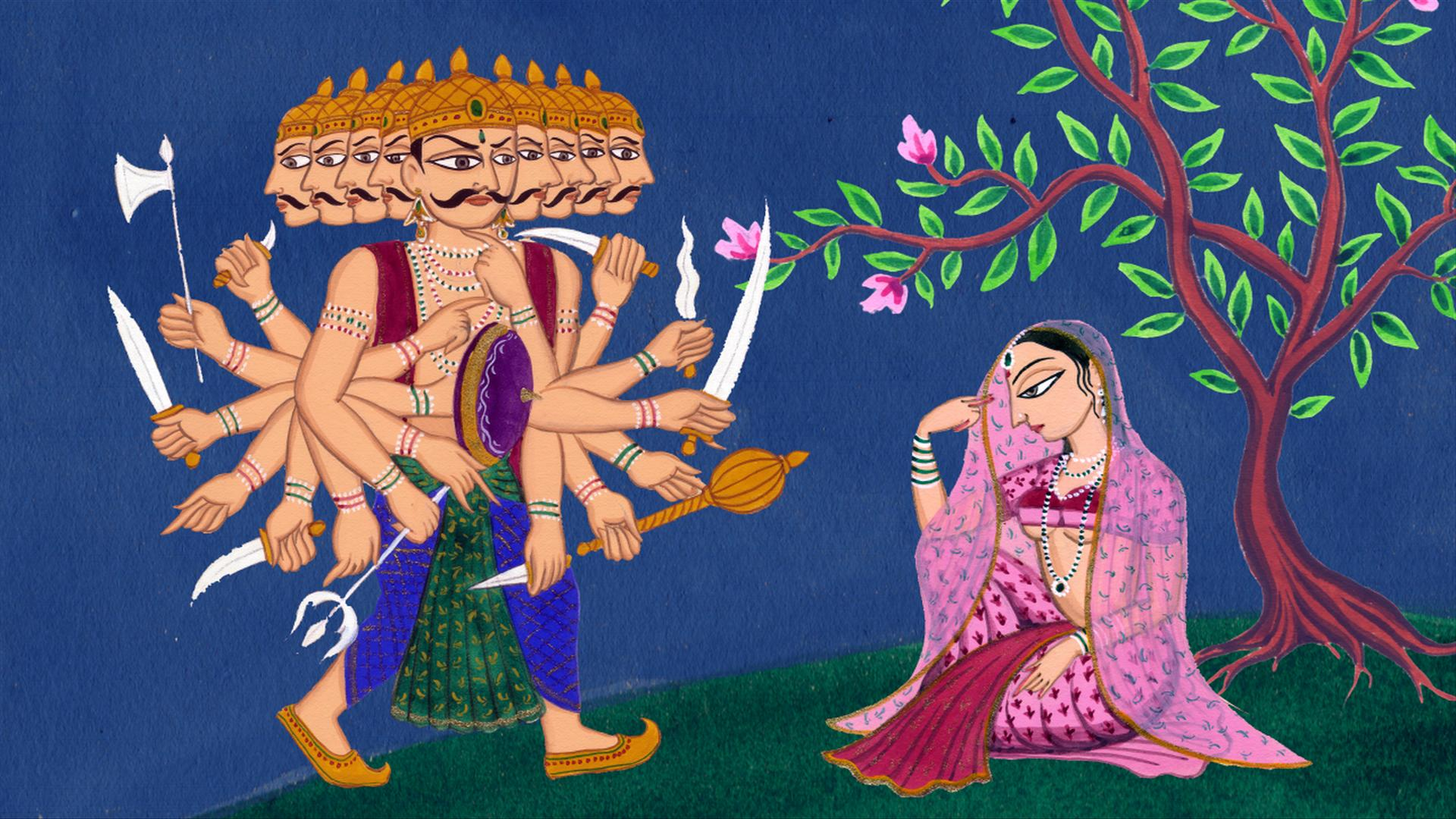
Ravana närmar sig den tillfångatagna Sita.

## Berättarstil
Filmen använder sig av flera olika animationsstilar för att hålla isär de olika parallella berättelserna.

### Avsnitten urRamayana
Avsnitt med dialog ur Ramayana iscensätts med de olika rollfigurerna presenterade i profil, på ett sätt som starkt liknar 1700-talstraditionen med "Rajput-målning". Den här stilen användes då främst till historier som baserade sig på episka verk som Ramayana. I filmen används den till en mer traditionell typ av dramatiskt berättande, även om dialogen ofta är ironisk eller uppenbart nutida i stilen. Bakgrunden i varje scen är vanligtvis statisk, och varje enskilds figurs poser hålls nere till ett minimum; animeringen begränsar sig till att flytta figuren fram och tillbaka över scenen.

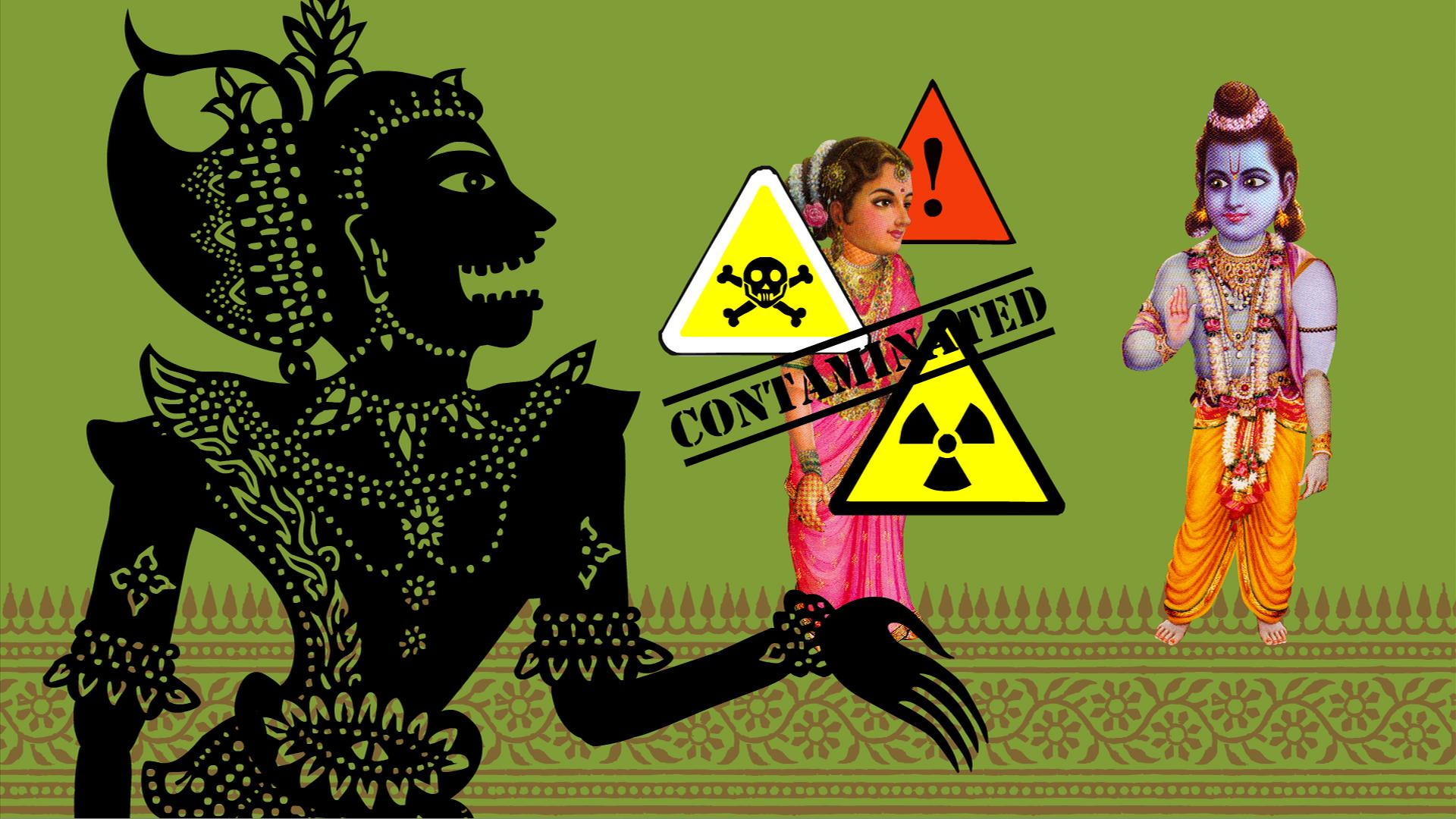
Skuggdockeberättarna diskuterar Ramas attityd gentemot Sita efter hennes eldprov.

### Berättande och dialog urRamayana
Aseem Chhabra, Bhavana Nagulapally och Manish Acharya bidrog med rösterna till de tre skuggdockorna. De länkar samman Ramayana-episoderna med ett livfullt och manuslöst diskuterande av deras personliga intryck av och kunskap om verket. De fungerar som kommentatorer till berättelsen, som är känd för sina otaliga, ofta regionala varianter.
Rösterna är tydligt moderna i sin gestaltning och något vanvördiga, till skillnad mot det visuella, vilket ytterligare förstärker temat omkring kontrasten mellan "antik tragedi och modern komedi".

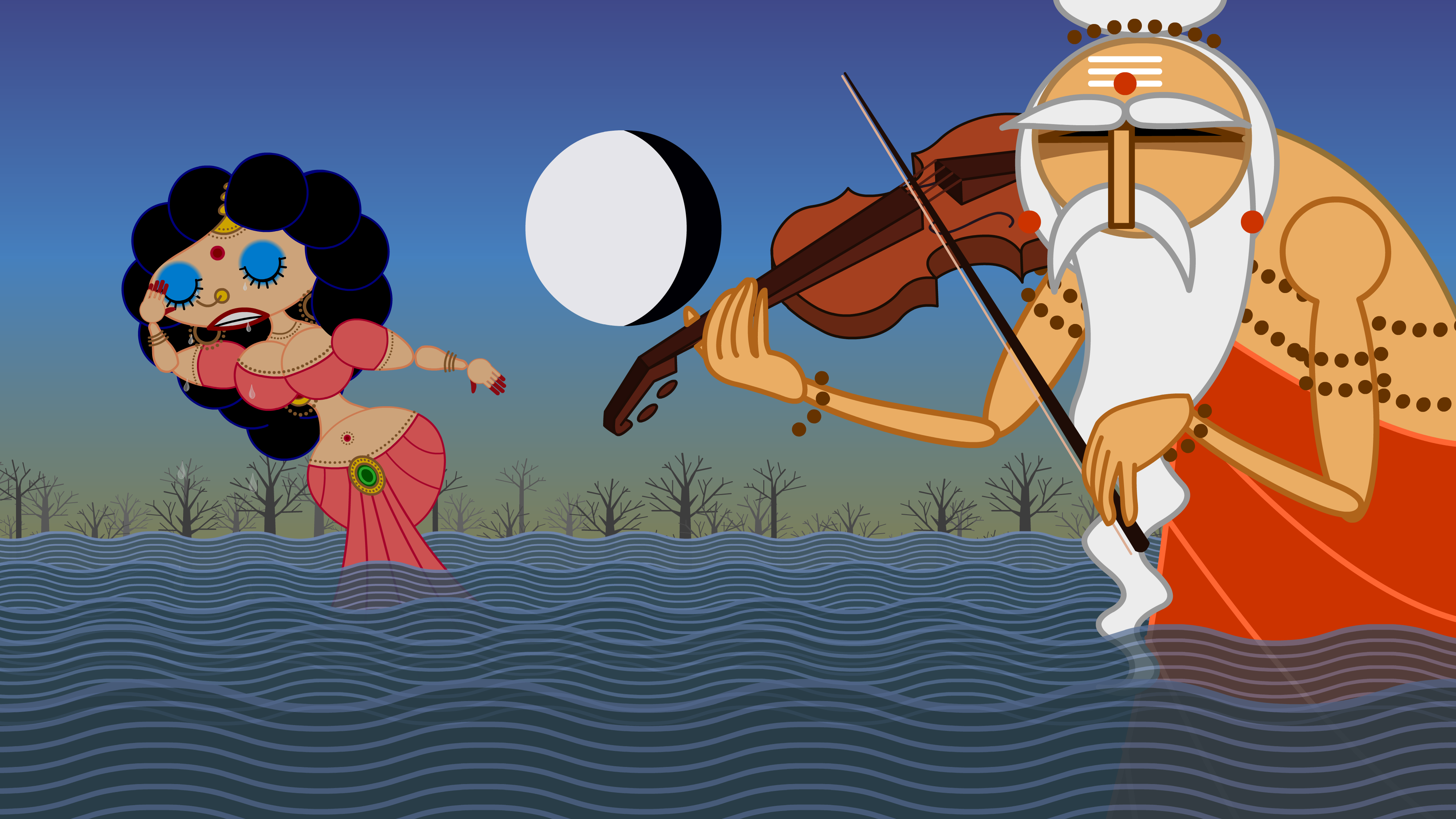
Sita sörjer att hon inte får träffa sin make och hans känslolösa beteende mot henne.

### Musikalinslag urRamayana
Vissa avsnitt spelas upp till musik sjungen av jazzsångerskan Annette Hanshaw (här presenterad som Sita). De här avsnitten använder sig av en modern animering med vektorgrafik. Den moderna stilen, producerad med nutida animationsprogram, kontrasterar mot den rustika kvaliteten hos de gamla musikinspelningarna. Samtidigt möjliggör den en synkroniserad dubbning. De mjuka, repetitiva sidorörelserna som blir följden gör att musikalinslagen skiljer ut sig från den mer sammanhållna huvudberättelsen.

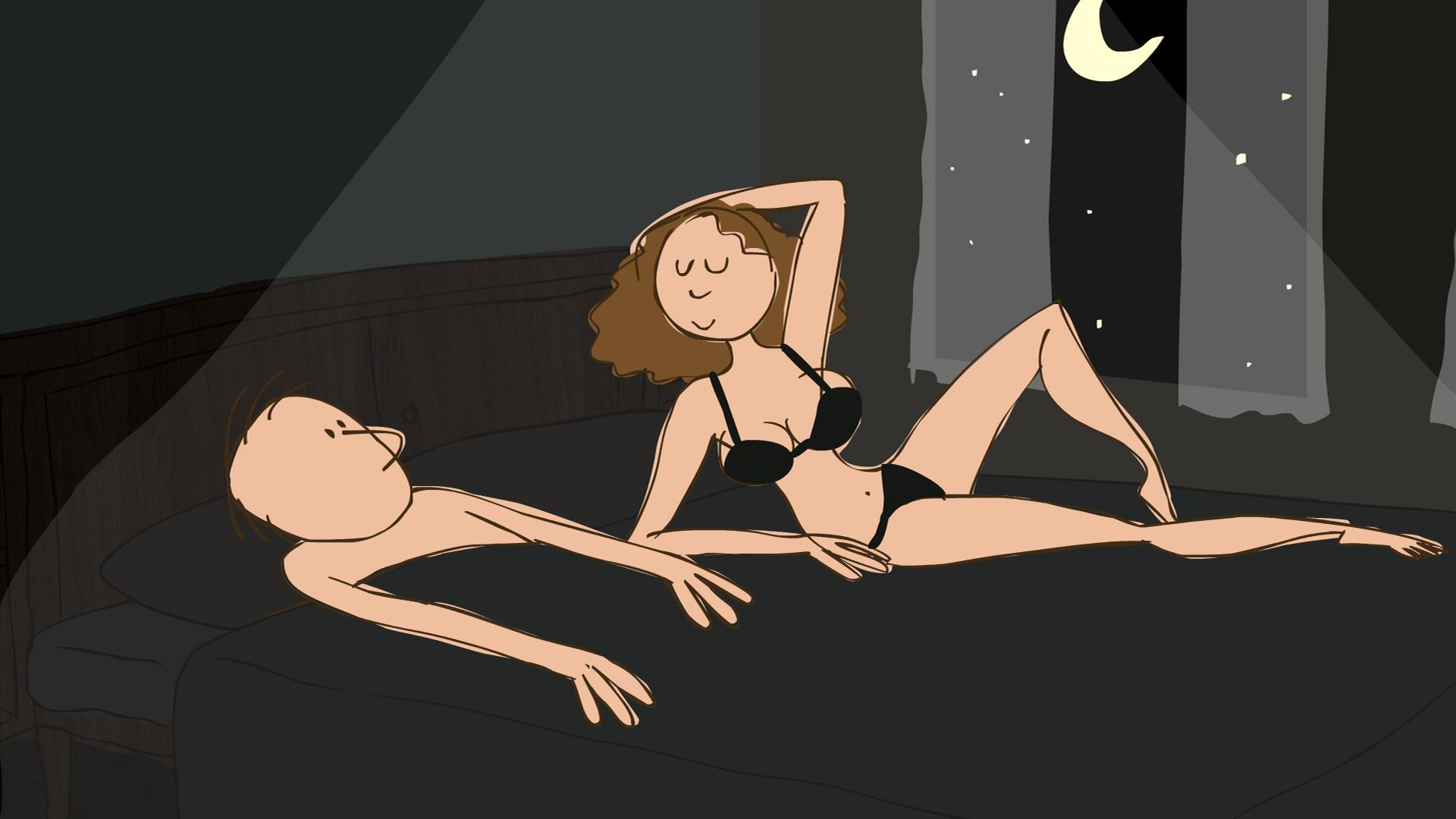
Vid Ninas ankomst till Indien verkar hennes make inte riktigt närvarande.

### Nutida parallellberättelsen
De personliga/självbiografiska – nutida – inslagen i berättelsen berättas i stor utsträckning med Squigglevision – en grov och vibrerande teknik inom traditionell animation. Den förmedlar en sorts rastlöshet till historien och ger den en lättare, universell ton, med hjälp av dess enkla och stiliserade figurer och bakgrunder.

## Produktion
Förutom sångerna inspelade av Hanshaw medverkade musikerna Rohan, Rudresh, Rudresh Mahanthappa, Nik Phelps, Todd Michaelsen och Reena Shah (från duon My Pet Dragon) och Pierre-Jean Duffour. Reena Shah gav röst åt figuren Sita, förutom att hon koreograferade och utförde danssekvenserna som Paley rotoskoperade inför själva animeringen.

### Upphovsrättsliga problem
Filmen använder sig av ett antal av Annette Hanshaws 1920-talsinspelningar. Inför filmprojektets början hade Nina Paley försäkrat sig om att de här inspelningarna inte längre täcktes av USA:s upphovsrättsskydd. Detta till trots dök antal andra upphovsrättsliga problem upp, inklusive hur man fick lov att bildsätta inspelningarna. Inspelningarna var skyddade av den delstatliga handels- och affärslagstiftning som då gällde (och som var äldre än USA:s federala lagstiftning om inspelningar) och hade därför aldrig blivit allmän egendom. Dessutom var själva kompositionerna fortfarande upphovsrättsskyddade, inklusive texterna och noterna.
Utan en distributör hade Nina Paley inga medel att betala de uppskattningsvis 220 000 US-dollar som upphovsrättsinnehavarna ursprungligen krävde. Efter kompromisser sänktes beloppet slutligen till 50 000 dollar, pengar som Paley tidigt 2009 lyckades finansiera genom ett banklån.
I juli 2011 gjorde Nina Paley en protestvideo efter att filmen raderats från Youtube i Tyskland. Paley såg det hela som en borttagning initierad av en begäran på felaktiga grunder från GEMA, Tysklands största rättighetsorganisation inom musik. Det hela kan dock vara del av en större konflikt mellan Youtube och GEMA.
18 januari 2013 meddelade Paley att hon hade ändrat filmens upphovsrättsstatus från "CC-BY-SA" (Creative Commons Erkännande-DelaLika 3.0 Unported) till "CC-0" (allmän egendom). Hon gjorde förändringen som svar på de fortsatta problemen att ge fri spridningsrätt åt media, även via CC-BY-SA-licenser.

## Oortodox distribution
På grund av villkoren i licensieringen av musiken, tilläts endast en DVD-tryckning om sammanlagt 4 999 exemplar. Mars 2009 släpptes filmen som fri nedladdning i alla upplösningar, inklusive TV-kvalitet, HD och bildsekvenser i filmkvalitet, då via CC-BY-SA-licensen. De fritt nedladdade filerna räknades som "friex" och borträknade från de ex som musikens upphovsrättsinnehavare skulle få betalt för.
Filmen distribuerades också som strömmande media (i låg upplösning) via WNET, en New York-baserad TV-kanal kopplad till PBS. WNET TV-sände filmen 7 mars 2009.
Nina Paley planerade att få inkomster till filmproduktionen genom bland annat frivilliga donationer, kringprodukter, sponsorskap, den begränsade DVD-tryckningen.
En hörnsten i distributionsmodellen är/var den "skapar-stödda" logotypen, utarbetad av Nina Paley i samarbete med QuestionCopyright.org. Vem som helst är fri att distribuera filmen, och distributörer som ger en del av inkomsterna tillbaka till upphovskvinnan kan få sätta den "skapar-stödda" logotypen på deras marknadsföringsmaterial. Den exklusiva rätten att distribuera 30mm- och HDCam-utgåvor av filmen är delad mellan GKIDS, för alla biografer öster om Mississippifloden, och Shadow Distribution för resten av USA.
I USA blev filmen också tillgänglig att hyra via Netflix, från och med mars 2010. Hon blev en månad senare tillfrågad av Netflix om hon också ville låta hyra ut filmen via bolagets uthyrningstjänst för strömmande media. Hon krävde då att filmen antingen skulle strömmas utan DRM-begränsning eller med ett tillägg som berättade var filmen fanns att ladda ner. Ninas krav på DRM-fri distribution gjorde att de här förhandlingarna till slut strandades.
Paley har sagt att hennes distributionsstrategi blivit en finansiell succé. Från mars 2009 till mars året därpå tjänade hon 132 000 dollar via distributionen.
Filmen finns, bland annat på Youtube, med textning på 25 olika språk inklusive svenska.

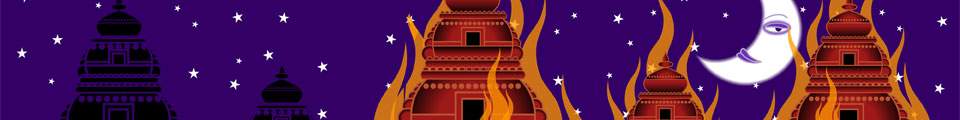
Scen ur filmen där Sri Lanka – där demonkungen Ravana håller till – brinner.

## Mottagande

### Kritikermottagande
Filmen har alltsedan dess premiär fått en begränsad men genomgående god kritik. De 29 recensionerna som 23 april 2010 noterades på multikritiksajten Rotten Tomatoes gav alla tummen upp och en genomsnittlig 8,3/10-bedömning. Samtidigt noterades den för 94/100 på den liknande recensionstjänsten Metacritic.
Filmkritikern Roger Ebert på Chicago Sun-Times skrev:
| ”             | Jag är förtrollad, hänförd, med ett stort leende som sträcker sig från ena ändan av filmen till den andra. Filmen är förbluffande originell och lyckas föra samman fyra helt olika element till en enda stor excentrisk helhet… Att lyckas skapa någon sorts film av det här hade varit ett mirakel. Att lyckas skapa en sådan här film är ännu större. | „ |
| – Roger Ebert | |   |

The New York Times hyllade också filmens påhittighet:
| ”                 | … rör sig mellan målningar, kollage, undergroundserier, Mumbai-musikaler, 'Yellow Submarine' och mycket mycket mer. | „ |
| – New York Times, | |   |

NYT rosade också Paley för hennes bruk av 2D-animation, i en film som i jämförelse med Pixar- eller Dreamworks-produktioner resulterade i ett antal löpmeter kortare eftertexter. The Hollywood Reporter skrev att filmen nog skulle appellera mer till en vuxen publik än till barn men beskrev den som "charmerande" och kommenterade att filmen var en välkommen påminnelse om att i animationens värld är inte alltid större bättre.

### Kontrovers
Filmen vållade en intensiv debatt angående dess porträttering av Hindukultur i västerländska medier. I vissa hinduiska kretsar var man mycket upprörda, April 2009 startade Hindu Janajagruti Samiti ett upprop som syftade till en total bannlysning av filmen och rättsåtgärder mot alla som varit inblandade i dess produktion och marknadsföring. Den hinduiska gruppen menade att presentationen av Ramayana var motbjudande, och några av dess medlemmar ansåg att den var en attack mot hela den hinduiska kulturen.
Nina Paley var överraskad över dessa reaktioner och sa:
| ” | Jag trodde nog att den skulle vara lite kontroversiell, men jag var inte medveten om hur utsatta konst och konstnärer är för vissa högernationalistiska grupper i Indien. Jag hade alltid föreställt mig en publik av smarta, medkännande människor som jag skulle gilla att umgås med. | „ |

Aseem Chhabra, som gav röst åt en av skuggdockorna i filmen, sa: "Under de senaste två decennierna har högerreligiösa krafter i Indien – både bland hinduer och muslimer – blivit starkare och mer högljudda. Men jag vet också att det finns gott om kloka, balanserade, liberalt sinnade indier som ser på konst som just konst.
Nina Paley har sagt att vissa vänsterakademiker också uttryckt sin kritik av filmen. Paley sammanfattade deras ståndpunkt som att en vit person som producerar en film som Sita är per definition rasist, och detta är ett exempel på neokolonialism.

## Priser och utmärkelser
Sita Sings the Blues har vunnit ett stort antal priser och utmärkelser.
- Kristallbjörnen (Specialnämnande) – Berlinale (Filmfestivalen i Berlin), februari 2008[36]
- Cristal grand prix för bästa långfilm – Annecy, June 2008[37]
- Prix Tournage för bästa amerikanska långfilm – Avignon, juni 2008[38]
- Bästa manus – Athens International Film Festival, september 2008
- Honorable Mention for Best Animated Feature – Ottawa International Animation Festival, september 2008[39]
- Grand Prix Z Télé (publikpriset) – Festival du nouveau cinéma, Montréal, oktober 2008[40]
- First Mention – Expotoons, Buenos Aires, oktober 2008[41]
- Golden Owl Competition - Special Mention – Leeds International Film Festival, november 2008
- Runner-up, Best Feature, Fiction – Asheville Film Festival, november 2008[42]
- Fox 31 Emerging Filmmaker Award – Starz Denver Film Festival, november 2008[43]
- Best Film Not Playing at a Theater Near You – Gotham Independent Film Awards, New York, december 2008[44]
- Audience Award for Best Feature Film – Les Nuits Magiques, Begles, december 2008[45]
- Best Animation – Santa Fe Film Festival, december 2008[46]
- Best Animated Film – Boulder International Film Festival, februari 2009[47]
- Nominee, Acura Someone to Watch Award – Film Independent’s Spirit Awards, Los Angeles, februari 2009[48]
- Ruth Landfield Award och Honorable Mention, Best Animation – Fargo Film Festival, mars 2009[49][50]
- Jury’s Special Prize – Festival Monstra, Lissabon, mars 2009[51]
- Jury’s Special Mention – Cairo International Film Festival for Children, mars 2009
- Best Animation – Tiburon International Film Festival, Tiburon, mars 2009[52]
- Grand Prix Sirin – Big Cartoon Festival, Krasnojarsk, mars 2009[53]
- Jury Special Award – Animabasaui5, Bilbao, mars 2009[54]
- Best Feature Film – Akron Film Festival, april 2009[55]
- Archie Award for Best First Time Director – Philadelphia CineFest, april 2009[56]
- Grand Jury AwardGrand Jury Award – Salem Film Festival, april 2009[57]
- Jury Award for Best Narrative Feature – Indian Film Festival of Los Angeles, april 2009[58]
- Best Animated Film – Talking Pictures Festival, Evanston, maj 2009[59]
- Best Animated Film – Connecticut Film Festival, Danbury, juni 2009[60]
- Signis Award (Bästa film i den officiella tävlingen) – Festival Internacional de Cine DerHumALC, Buenos Aires, juni 2009[61]
- American Spectrum, Best Feature – Indianapolis International Film Festival, juli 2009[62]

## Kulturell påverkan
April 2009 inspirerade filmen till modekollektionen "Sita Sings the Blues", utvecklad av Bangkok-designern Roj Singhakul.